# Uroš Radaković
Uroš Radaković (in serbo Урош Радаковић?; Novi Sad, 31 marzo 1994) è un calciatore serbo, difensore del Nantes.

## Caratteristiche tecniche
Difensore centrale alto e longilineo, grazie alla sua buona tecnica ha anche la possibilità di giocare nella mediana. Forte fisicamente, sa imporsi sia nella marcatura a uomo che nella gestione della zona.

## Carriera

### Club
Cresciuto calcisticamente nel vivaio dello Stella Rossa, viene scoperto da Salvatore Bagni, ex consulente di mercato del Bologna, che nell'estate 2011 lo preleva dal club serbo, girandolo subito in prestito al Novi Sad per la stagione 2011-2012, in attesa del compimento della maggiore età.
Tornato dal prestito, viene inizialmente aggregato alla formazione primavera, prima di debuttare in maglia rossoblù il 28 novembre 2012 nella gara di Coppa Italia vinta 1-0 contro il Livorno.
Nonostante il debutto gioca poi soltanto un'altra gara in stagione, sempre in Coppa Italia.
La stagione seguente gioca principalmente con la primavera, proprio per questo motivo nel mercato di gennaio viene ceduto nuovamente in prestito, stavolta al Novara.
Con i piemontesi debutta il 1° marzo 2014 nella gara di Serie B contro il Cittadella pareggiato 2-2, tuttavia anche qua trova poco spazio e a fine stagione fa ritorno in Emilia-Romagna.
Dopo aver passato un'ulteriore stagione al Bologna senza scendere in campo, per la stagione 2015-2016, si trasferisce al Sigma Olomouc, che lo acquisisce a titolo definitivo.
Qui vi gioca per tre stagioni, totalizzando 82 presenze senza segnare però alcuna rete.
Si trasferisce poi allo Sparta Praga, in cui gioca una stagione prima di iniziare una serie di annate in cui viene ceduto in prestito a Orenburg, Astana e Wisła Cracovia.
Successivamente, dopo uan parentesi in Russia all'Arsenal Tula, si trasferisce in Turchia all'Ankaragücü.
Evita la retrocessione in seconda serie alla sua prima stagione, nella seconda Radaković e il club non riescono a ripetersi. Nonostante ciò, nella stagione 2024-2025 cambia nuovamente squadra accasandosi al Sivasspor,  dove ben figura segnando ben 4 reti in stagione.
Il 1° luglio 2025, rimasto svincolato dai turchi, si trasferisce in Francia al Nantes.

### Nazionale
Dopo aver rappresentato le selezioni giovanili serbe under-17 e under-19, il 6 febbraio 2013 debutta in under-21 in occasione di una gara contro i pari età dell'Israele.

## Statistiche

### Presenze e reti nei club
Statistiche aggiornate al 1° luglio 2025.
| Stagione              | Squadra               | Campionato            | Campionato | Campionato | Coppe nazionali | Coppe nazionali | Coppe nazionali | Coppe continentali | Coppe continentali | Coppe continentali | Altre coppe | Altre coppe | Altre coppe | Totale | Totale |
| Stagione              | Squadra               | Comp                  | Pres       | Reti       | Comp            | Pres            | Reti            | Comp               | Pres               | Reti               | Comp        | Pres        | Reti        | Pres   | Reti   |
| --------------------- | --------------------- | --------------------- | ---------- | ---------- | --------------- | --------------- | --------------- | ------------------ | ------------------ | ------------------ | ----------- | ----------- | ----------- | ------ | ------ |
| 2011-2012             | Novi Sad              | PL                    | 17         | 0          | KS              | 2               | 0               | -                  | -                  | -                  | -           | -           | -           | 19     | 0      |
| 2012-2013             | Bologna               | A                     | 0          | 0          | CI              | 2               | 0               | -                  | -                  | -                  | -           | -           | -           | 2      | 0      |
| 2013-gen. 2014        | Bologna               | A                     | 0          | 0          | CI              | 1               | 0               |                    | -                  | -                  |             | -           | -           | 1      | 0      |
| gen.-giu. 2014        | Novara                | B                     | 3          | 0          | CI              | -               | -               |                    | -                  | -                  |             | -           | -           | 3      | 0      |
| 2014-2015             | Bologna               | B                     | 0          | 0          | CI              | 0               | 0               | -                  | -                  | -                  | -           | -           | -           | 0      | 0      |
| Totale Bologna        | Totale Bologna        | Totale Bologna        | 0          | 0          |                 | 3               | 0               |                    | -                  | -                  |             | -           | -           | 3      | 0      |
| 2015-2016             | Sigma Olomouc         | 1L                    | 27         | 0          | CC              | 3               | 0               | -                  | -                  | -                  | -           | -           | -           | 30     | 0      |
| 2016-2017             | Sigma Olomouc         | 2L                    | 19         | 0          | CC              | 2               | 0               | -                  | -                  | -                  | -           | -           | -           | 31     | 0      |
| 2017-2018             | Sigma Olomouc         | 1L                    | 30         | 0          | CC              | 1               | 0               | -                  | -                  | -                  | -           | -           | -           | 31     | 0      |
| Totale Sigma Olomouc  | Totale Sigma Olomouc  | Totale Sigma Olomouc  | 76         | 0          |                 | 6               | 0               |                    | -                  | -                  |             | -           | -           | 82     | 0      |
| 2018-2019             | Sparta Praga          | 1L                    | 21+4       | 1+0        | CC              | 3               | 1               | UEL                | 2                  | 0                  | -           | -           | -           | 30     | 2      |
| lug.-set. 2019        | Sparta Praga          | 1L                    | 3          | 0          | CC              | 0               | 0               | UEL                | 1                  | 0                  | -           | -           | -           | 4      | 2      |
| Totale Sparta Praga   | Totale Sparta Praga   | Totale Sparta Praga   | 28         | 1          |                 | 3               | 1               |                    | 3                  | 0                  |             | -           | -           | 34     | 2      |
| set. 2019-2020        | Orenburg              | PL                    | 15         | 1          | KR              | 2               | 0               | -                  | -                  | -                  | -           | -           | -           | 17     | 1      |
| ago.-dic. 2020        | Astana                | PL                    | 11         | 0          | CK              | 0               | 0               | UCL+UEL            | 1+1                | 0                  | -           | -           | -           | 13     | 0      |
| feb.-giu. 2021        | Wisła Cracovia        | EK                    | 6          | 1          | CP              | -               | -               | -                  | -                  | -                  |             | -           | -           | 6      | 1      |
| 2021-2022             | Arsenal Tula          | PL                    | 18         | 0          | KR              | 1               | 0               | -                  | -                  | -                  | -           | -           | -           | 19     | 0      |
| 2022-2023             | Ankaragücü            | SL                    | 22         | 1          | TK              | 2               | 0               | -                  | -                  | -                  | -           | -           | -           | 24     | 1      |
| 2023-2024             | Ankaragücü            | SL                    | 35         | 1          | TK              | 5               | 1               | -                  | -                  | -                  | -           | -           | -           | 40     | 2      |
| Totale MKE Ankaragücü | Totale MKE Ankaragücü | Totale MKE Ankaragücü | 57         | 2          |                 | 7               | 1               |                    | -                  | -                  |             | -           | -           | 64     | 3      |
| 2024-2025             | Sivasspor             | SL                    | 29         | 4          | TK              | 3               | 0               | -                  | -                  | -                  | -           | -           | -           | 32     | 4      |
| 2025-2026             | Nantes                | L1                    | 0          | 0          | CF              | 0               | 0               | -                  | -                  | -                  | -           | -           | -           | 0      | 0      |
| Totale carriera       | Totale carriera       | Totale carriera       | 260        | 9          |                 | 27              | 2               |                    | 5                  | 0                  |             | -           | -           | 292    | 11     |

### Cronologia presenze e reti in Nazionale
| Cronologia completa delle presenze e delle reti in nazionale ― Serbia under 21 | Cronologia completa delle presenze e delle reti in nazionale ― Serbia under 21 | Cronologia completa delle presenze e delle reti in nazionale ― Serbia under 21 | Cronologia completa delle presenze e delle reti in nazionale ― Serbia under 21 | Cronologia completa delle presenze e delle reti in nazionale ― Serbia under 21 | Cronologia completa delle presenze e delle reti in nazionale ― Serbia under 21 | Cronologia completa delle presenze e delle reti in nazionale ― Serbia under 21 | Cronologia completa delle presenze e delle reti in nazionale ― Serbia under 21 |
| Data                                                                           | Città                                                                          | In casa                                                                        | Risultato                                                                      | Ospiti                                                                         | Competizione                                                                   | Reti                                                                           | Note                                                                           |
| ------------------------------------------------------------------------------ | ------------------------------------------------------------------------------ | ------------------------------------------------------------------------------ | ------------------------------------------------------------------------------ | ------------------------------------------------------------------------------ | ------------------------------------------------------------------------------ | ------------------------------------------------------------------------------ | ------------------------------------------------------------------------------ |
| 6-2-2013                                                                       | Netanya                                                                        | Israele under 21                                                               | 0 – 0                                                                          | Serbia under 21                                                                | Amichevole                                                                     | -                                                                              | 45’                                                                            |
| Totale                                                                         |                                                                                | Presenze                                                                       | 1                                                                              |                                                                                | Reti                                                                           | 0                                                                              |                                                                                |